# Frits Böttcher
Carl Johan Friedrich (Frits) Böttcher (Rotterdam, 17 oktober 1915 – Den Haag, 23 november 2008) was een Nederlands hoogleraar fysische scheikunde, een van de oprichters van de Club van Rome.

## Levensloop

### Studie en promotie
Op zestienjarige leeftijd haalde Böttcher in zijn geboorteplaats het examen aan de HBS met voor alle exacte vakken een tien. Daarna studeerde hij van 1932 tot 1938 scheikunde aan de Rijksuniversiteit Leiden. Daarnaast was hij actief binnen de schaaksport en kwam hij regelmatig uit voor de Rotterdamse schaakclub Wilhelm Steinitz (vernoemd naar de Oostenrijkse schaker Wilhelm Steinitz). Verder publiceerde hij in de periode van 1934 tot 1942 ruim 20 eindspelstudies. Ook later in zijn leven bleef hij betrokken bij de schaaksport. Zo was hij in 1988 medeoprichter van Alexander Rueb Vereniging voor SchaakEindspelStudie (ARVES); een Nederlands-Vlaamse vereniging van schaakliefhebbers die zich interesseren voor eindspelstudies.
In april 1940 promoveerde Böttcher aan de Rijksuniversiteit Leiden in de wis- en natuurkunde met als proefschrift De diëlectrische constante van vloeistoffen. Een maand later begon hij in Amsterdam te werken op het Laboratorium van de Bataafsche Petroleum Maatschappij (thans Shell-laboratorium) maar na de Duitse inval op 10 mei ging hij in op het aanbod van zijn werkgever om het contract beëindigen waarbij hij 4 maandsalarissen kreeg. Tijdens de oorlog heeft hij zich verder verdiept in zijn hobby grafologie. Enkele weken na de bevrijding van Nederland begon hij colleges fysische scheikunde te geven. In mei 1947 werd de toen 31-jarige Böttcher hoogleraar fysische scheikunde in Leiden.

### Loopbaan
Daarnaast onderwees hij vanaf 1949 in Leiden grafologie aan psychologiestudenten. In 1953 ging hij in op het voorstel van een bevriende hoogleraar psychologie om in Leiden buitengewoon hoogleraar grafologie te worden naast zijn hoogleraarschap fysische scheikunde. Dit laatste werd in datzelfde jaar een parttime functie waardoor hij tijd kreeg om parttime adviseur van Shell te worden wat hij zo'n 30 jaar zou blijven. Midden jaren 50 was Frits Böttcher ook voorzitter van de Nederlandse Vereniging tot Bevordering der Wetenschappelijke Grafologie. Na ongeveer vijf jaar gaf hij zijn buitengewoon hoogleraarschap grafologie op vanwege de steeds verder oplopende druk van Nederlandse psychologen tegen deze discipline. Zowel in 1954 als in 1960 trad hij in de functie van grafoloog als getuige deskundige op in rechtszaken betreffende twee verschillende moordzaken rond dokter O. Verder heeft hij onderzoek gedaan naar het Oera Linda-boek (OLB). Begin jaren 70 schreef Böttcher hierover in zijn rapport: De confrontatie van het OLB handschrift met de ter identificatie destijds gekozen combinatie van kenmerken uit 't Oera Lindaboek leiden tot de dwingende conclusie dat J.H. Halbertsma het OLB-manuscript heeft geschreven. Er is geen ruimte voor zelfs de geringste twijfel.
Böttcher heeft met een team onderzoek gedaan naar aderverkalking en het aftakelen van de menselijke slagaderen. Onderdeel van het onderzoek was de verdere toepassing van gaschromatografie, waarvoor hij een omvangrijke subsidie van de Amerikaanse Rockefeller Foundation verwierf. In 1965 leidde dit tot de oprichting van het Gaubius Instituut in Leiden, wat in eerste instantie onderdeel was van de faculteit Wis- en Natuurkunde en wat in het begin onder leiding stond van Böttcher. Het instituut werd in 1973 deel van TNO.
In zijn functie als voorzitter van het Curatorium van de Centrale Stichting Studentenhuisvesting, dat zich bezighield met het bouwen van studentenflats en het aankopen van studentenhuizen, had hij geregeld contact met het ministerie van Onderwijs, Kunsten en Wetenschappen. Begin 1963 sprak hij na afloop van een overleg met A.J. Piekaar, vanaf 1960 directeur-generaal Wetenschapsbeleid van dat ministerie, zijn verbazing uit over het feit dat er in Nederland nauwelijks sprake was van voorbereiding voor deelname aan de conferentie van de Organisatie voor Economische Samenwerking en Ontwikkeling (OESO) later dat jaar. Nederland was vanaf de oprichting van de OESO in 1961 lid van die organisatie maar de toenmalig minister Cals van Onderwijs, Kunsten en Wetenschappen vond dat een economische organisatie zich niet met wetenschapsbeleid zou moeten bezighouden. Op verzoek van Piekaar schreef Böttcher toch een korte notitie. Na de verkiezingen van 15 mei 1963 werd Cals opgevolgd door Theo Bot, die wel wat zag in de voorstellen van Böttcher en hem vroeg om voorzitter van de Nederlandse OESO-delegatie te worden.

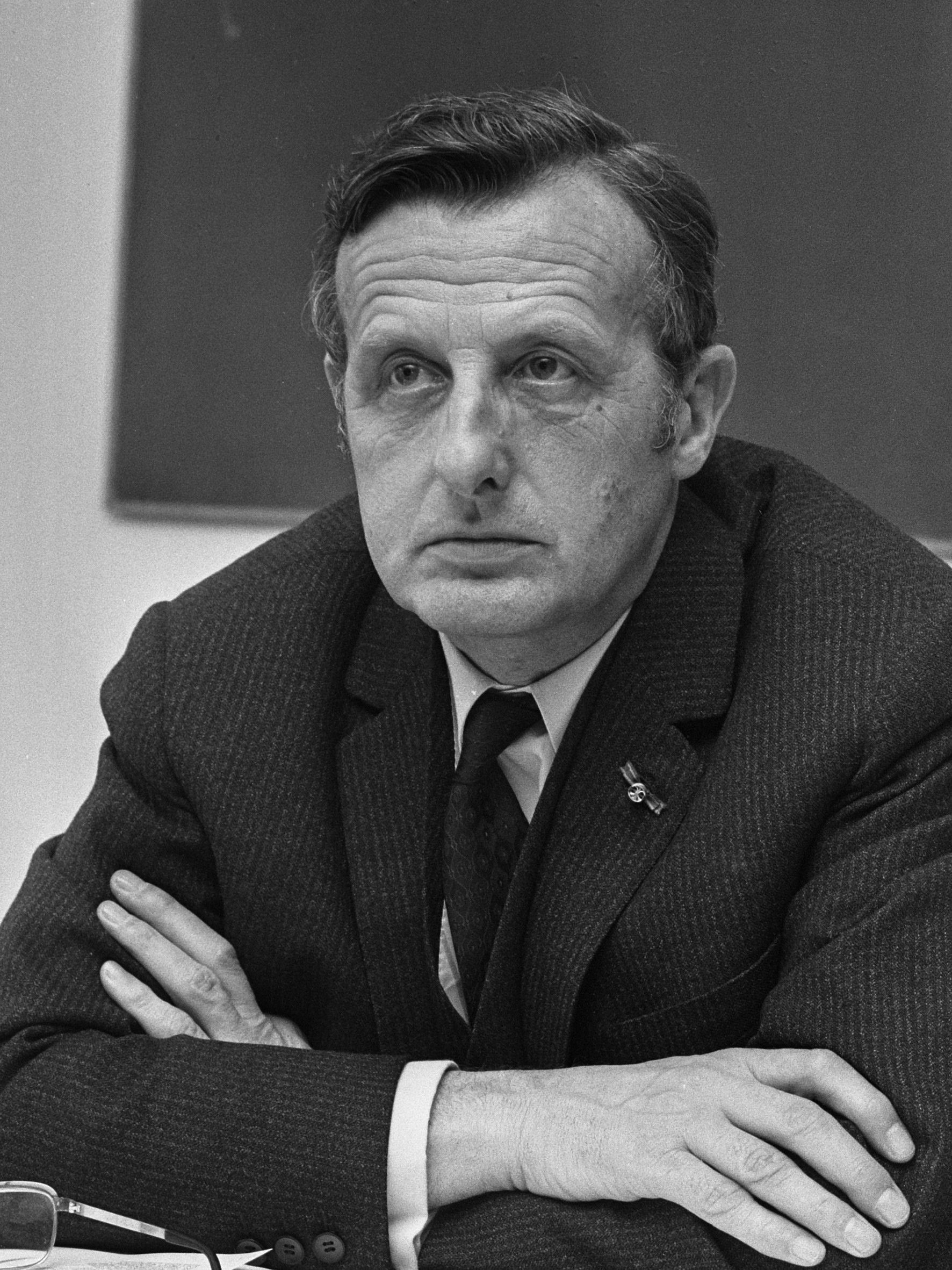
Persconferentie van de Stichting Tentoonstelling Club van Rome te Rotterdam; Prof. dr. C.J.F. Böttcher (18 april 1972)

Frits Böttcher was betrokken bij de totstandkoming van de Raad van Advies voor het Wetenschapsbeleid (RAWB) en werd daarvan bij de oprichting in 1966 de voorzitter. Op uitnodiging van de OESO kwamen in Rome enkele delegatieleiders bijeen om te discussiëren over de groei van de wereldbevolking en de gevolgen daarvan. Dit overleg groeide uit tot de oprichting in 1968 van wat uiteindelijk de 'Club van Rome' zou gaan heten en waarvan Böttcher een van de oprichters was. De Club van Rome werd enkele jaren later bekend met het Meadows-rapport Grenzen aan de groei (1972), al had Böttcher zich juist van dit rapport gedistantieerd, als dissident binnen de Club van Rome. Een voorlopige versie hiervan lekte via Wouter van Dieren uit naar de Nederlandse pers en de eerste reactie uit de Nederlandse bevolking was zo positief dat Böttcher voorstelde om nationale afdelingen van de Club van Rome op te richten. Als gevolg hiervan had Nederland in 1971 als eerste zo'n afdeling, waarvan Böttcher bestuurder werd. Uiteindelijk zouden er in Nederland met toen 13 miljoen inwoners 900.000 exemplaren van het rapport verkocht worden. Frits Böttcher was van 1972 tot 1978 lid van het uitvoerend comité van de Club van Rome en hij is sinds 1986 erelid.
Bij de oprichting van de Wetenschappelijke Raad voor het Regeringsbeleid (WRR) in 1972 werd hij lid van deze raad. Om die reden gaf hij in 1974 het voorzitterschap van de RAWB op, al bleef hij wel aan als lid. In 1976 kwam een einde aan zijn lidmaatschap van zowel de WRR als de RAWB, en in datzelfde jaar richtte hij zijn eigen onderzoeksinstituut op: The Global Institute for the Study of Natural Resources. Na 33 jaar hoogleraar in Leiden te zijn geweest ging hij in 1980 met emeritaat waarna hij zijn aandacht meer kon richten op zijn onderzoeksinstituut. Een belangrijk punt in zijn perspectief waren de kringlopen van natuurlijke hulpbronnen en de interacties daartussen. Hij vond de Gaia-hypothese van de Britse chemicus James Lovelock inspirerend en publiceerde een constructief kritische bespreking in NRC Handelsblad van 19 december 1979. Daarin herkende hij het broeikaseffect, maar als een factor waardoor de aarde kringlopen in stand hield die leven op aarde mogelijk maakten. Hij bekritiseerde ook de exclusieve focus op CO2, als slechts een van de componenten van de natuurlijke kringlopen van Gaia.
Begin jaren 90 werd Frits Böttcher bekend op radio, tv en forums als scepticus ten opzichte van het versterkte broeikaseffect. Hij zei hierover:
"De klimaatmodellen zijn veel te grof om maar iets met enige waarschijnlijkheid te kunnen voorspellen. Maar de CO2-problematiek is een kwestie van vraag en aanbod. En er is vraag naar een CO2-probleem, van de kant van politici, milieuorganisaties en de kernenergielobby".
Tegenstanders wezen erop dat zijn instituut draaide op geld van de autolobby zoals Shell, BOVAG en RAI. Bovendien vermoedden zij dat Böttchers afkeer van kernenergie een belangrijke rol speelde bij zijn houding ten opzichte van het broeikaseffect. Lucas Reijnders vroeg hem na afloop van een discussie op de televisie waarin Böttcher had gezegd dat er geen CO2-probleem is "Je weet toch ook wel dat dat niet klopt" waarop hij als antwoord kreeg "Ja, maar ik ben tegen kernenergie". In februari 2020 wees onderzoek van het Platform Authentieke Journalistiek, in samenwerking met Follow the Money en de Volkskrant in Böttchers archief erop dat hij in de negentiger jaren van de twintigste eeuw steun ontving van onder meer Shell, Texaco, Hoogovens, DSM, de Gasunie, de NAM, de KLM, Schiphol, ING, Bovag en de ANWB. Bij die gelegenheid haalden klimaatwetenschappers, zoals Pier Vellinga, herinneringen op dat Böttcher zich niet bezighield met klimaatwetenschap, maar zich baseerde op tweedelijnspublicaties en zelfs loze kreten van Amerikaanse klimaatsceptici herhaalde als "Planten snakken naar meer CO2 in de atmosfeer".

### Oprichting ESEF
Frits Böttcher richtte in 1994 samen met Roger Bate en John Emsley, beiden afkomstig uit het Verenigd Koninkrijk, het European Science and Environment Forum (ESEF) op. Het Global Institute is later gaan samenwerken met de Stichting Heidelberg Appeal Nederland (HAN). In oktober 1997 resulteerde dit in het samen oprichten van het Science and Society Forum (SSF). Tijdens een interview in 2007 in het weekblad Elsevier gaf de intussen 91-jarige Frits Böttcher aan dat het Global Institute op dat moment naast hem nog één medewerkster had. Het is onduidelijk of het ESEF en SSF nog actief zijn. HAN is in 2008 opgegaan in De Groene Rekenkamer.

### Overlijden
Op 23 november 2008 overleed Frits Böttcher op 93-jarige leeftijd.